# Mateo Maraš
Mateo Maraš (Split, 17 de diciembre del 2000) es un jugador de balonmano croata que juega de lateral derecho en el Tatabánya KC. Es internacional con la selección de balonmano de Croacia.
Su primer gran campeonato con la selección fue el Campeonato Europeo de Balonmano Masculino de 2022.

## Palmarés

### Selección nacional
| Campeonato Mundial | Campeonato Mundial           | Campeonato Mundial | Campeonato Mundial |
| Año                | Lugar                        | Medalla            |                    |
| ------------------ | ---------------------------- | ------------------ | ------------------ |
| 2025               | Croacia, Dinamarca y Noruega | Medalla de plata   |                    |

### Eurofarm Pelister
- Supercopa de Macedonia del Norte de balonmano (1): 2021

## Clubes
| Club                       | País                | Año       |
| -------------------------- | ------------------- | --------- |
| RK Balić-Metličić          | Croacia             | 2018-2021 |
| Eurofarm Pelister (cedido) | Macedonia del Norte | 2020-2021 |
| Eurofarm Pelister          | Macedonia del Norte | 2021-2022 |
| Tatabánya KC               | Hungría             | 2022-2025 |
| Paris Saint-Germain        | Francia             | 2025-Act. |